# Wanda Jablonski
Wanda Jablonski (* 23. August 1920 in der Tschechoslowakei; † 28. Januar 1992 in New York City) war eine einflussreiche Fachjournalistin in der Erdölindustrie.
Geboren als Tochter des polnischen Erdölgeologen Eugeniusz Jabłoński, lernte sie bereits als Kind zahlreiche Länder und die dortige Ölindustrie kennen. Ihren Schulabschluss erreichte sie 1937 an der St. Georges School in Harpenden, England. In der Folge studierte sie Journalismus an der Cornell University (B.A. 1942) und der Columbia University Graduate School of Journalism (M.A. 1943) in den USA.
Als Fachredakteurin für Ölfragen im Journal of Commerce begründete sie 1948 ihren Ruf als Journalisten mit einem Interview mit Juan Pablo Pérez Alfonzo, dem damaligen Ölminister Venezuelas und späteren Architekten der OPEC. 1954 wechselte sie zur Petroleum Week und behauptete sich seither durch ihre journalistische Tätigkeit als eigenständige Größe in der Ölindustrie und sprach gleichauf mit Ölministern und Ölindustriellen. 1961 gründete sie die einflussreiche Petroleum Intelligence Weekly, die sie bis 1988 führte.
Sie machte den saudischen Ölminister Abdullah Tariki und den venezolanischen Ölminister Juan Pablo Pérez Alfonzo miteinander bekannt und arrangierte das separate Treffen der Ölminister auf der Arabischen Ölkonferenz 1959, das zur Verabschiedung des „Gentleman’s Agreement“ führte – einem Vorläufer der OPEC.